# STS-80
إس تي إس-80 (بالإنجليزية: STS-80)‏ الرحلة الثمانون ضمن برنامج مكوك الفضاء لوكالة ناسا، والرحلة الحادية والعشرون على متن مكوك الفضاء كولومبيا، انطلقت الرحلة في 19 نوفمبر 1996 من مركز كينيدي للفضاء ، وهبطت بتاريخ 7 ديسمبر في مركز كينيدي للفضاء أيضاً، بعد سبعة عشر يوماً وخمسة عشر ساعة مكثتها الرحلة في الفضاء وهي أطول رحلة فضاء أمريكية من حيث المدة، تم خلال الرحلة نشر قمريين صناعيين وإجراء عدد من المهام الفضائية الأخرى، بلغ عدد الرواد المشاركين في الرحلة خمسة رواد من بينهم ستوري موسغريف الرائد الوحيد الذي شارك في مهام على متن المكوكات الأمريكية الخمس.